# Szlovén Demokrata Párt
A Szlovén Demokrata Párt (szlovénul:  Slovenska demokratska stranka, rövidítése: SDS) egy szlovéniai jobboldali, liberális és nemzeti konzervatív, nacionalista  és populista  politikai párt.
A párt 2003-ban alakult a Szlovéniai Szociáldemokrata Pártja utódjaként. A párt elnöke Janez Janša, Szlovénia 2004-2008 és 2012-2013 közötti miniszterelnöke. A párt tagja az Európai Néppártnak.
A 2018-as szlovéniai parlamenti választások győztese, Janez Janša előtt azonban koalíciókötési tárgyalások álltak. 2022-ben újra ellenzékbe került.

## Története
A párt két egykori politikai párt örököse: Szlovénia Szociáldemokrata Uniója és a Szlovén Demokrata Unióé. Ez a két párt volt a Szlovén Demokratikus Ellenzék (DEMOS) legbefolyásosabb pártja, amely 1989-ben jött létre a Szlovén Kommunista Párt ellenzékeként. Az 1990-es első szlovén választáson demokratikus folyamatok indultak be és a DEMOS követelte Szlovénia kilépését Jugoszláviából.
A Szlovénia Szociáldemokrata Uniója egy szociáldemokrata párttá fejlődött: a szociális piacgazdaságot támogatták és Ausztria, Németország és Skandinávia mintáján a jóléti állam bevezetését. A Szlovén Demokrata Unió ezzel szemben inkább jobboldali liberális volt: hangsúlyozták a jogállam bevezetését és az emberi jogok és a kisebbségek tiszteletét. Elkötelezettek voltak az ország euro-atlanti integrációja (Európai Unió, NATO) tekintetében.

## Ideológiája
A párt eleinte egy mérsékelt, jobbközép párt volt, majd a párt radikálisabb szellemiségű lett Jansa vezetésével. Gazdasági kérdésekben a szigorú fiskális politikát képviselték, 2004 és 2008 közötti kormányzás alatt évi 5%-os GDP növekedést ért el a párt vezette kormány. Az európai migrációs válságot követve a párt nacionalista és bevándorlásellenes retorikájúvá vált. Ellenezi a menekültek elosztását célzó betelepítési kvótákat és fontosnak tartják a belbiztonság növelését.

## Választási eredmények
| Választások | Szavazatok száma | %     | Mandátumok | +/-     | Pozíció                               | Pártelnök   |
| ----------- | ---------------- | ----- | ---------- | ------- | ------------------------------------- | ----------- |
| 1990        | 79,951           | 7.4   | 6 / 80     |         | kormánypárt                           | Jože Pučnik |
| 1992        | 39,675           | 3.3   | 4 / 90     | 2       | kormánypárt                           | Jože Pučnik |
| 1996        | 172,470          | 16.3  | 16 / 90    | 12      | ellenzék                              | Janez Janša |
| 2000        | 170,228          | 15.8  | 14 / 90    | 2       | ellenzék                              | Janez Janša |
| 2004        | 281,710          | 29.0  | 29 / 90    | 15      | kormánypárt                           | Janez Janša |
| 2008        | 307,735          | 29.2  | 29 / 90    | Állandó | ellenzék                              | Janez Janša |
| 2011        | 288,719          | 26.1  | 26 / 90    | 3       | kormánypárt (2012 és 2013 között)     | Janez Janša |
| 2014        | 181,052          | 20.7  | 21 / 90    | 5       | ellenzék                              | Janez Janša |
| 2018        | 222,042          | 24.9  | 25 / 90    | 4       | kormánykoalíció (2020 és 2022 között) | Janez Janša |
| 2022        | 274,931          | 23.53 | 27 / 90    | 2       | ellenzék                              | Janez Janša |

## Vitás ügyek

### A törvénytelen pártfinanszírozási vádja
A 2018-as szlovéniai parlamenti választási kampányban felmerült, hogy a párt 450 ezer eurónyi összeget kapott egy magánszemélytől Bosznia Hercegovinából. A választási kampány végén derült ki, hogy a párt 800 ezer euró összeget kapott magyar magánszemélyektől, akik közel állnak Orbán Viktorhoz és a Fideszhez. Kiderült, hogy ugyanazok a személyek probáltak a macedón választásokat befolyásolni, mint akik az SDS-nek adták a pénzt. A Nova24TV a fidesz-közeli Ripost kiadó tulajdonosába került.